# Sauvigney-lès-Gray
Sauvigney-lès-Gray is een gemeente in het Franse departement Haute-Saône (regio Bourgogne-Franche-Comté) en telt 111 inwoners (2011). De plaats maakt deel uit van het arrondissement Vesoul.

## Geografie
De oppervlakte van Sauvigney-lès-Gray bedraagt 10,3 km², de bevolkingsdichtheid is dus 10,8 inwoners per km².
De onderstaande kaart toont de ligging van Sauvigney-lès-Gray met de belangrijkste infrastructuur en aangrenzende gemeenten.

## Demografie
Onderstaande figuur toont het verloop van het inwonertal (bron: INSEE-tellingen).

1. ↑  Populations de référence 2022.